# Bolboceras lucidulum
Bolboceras lucidulum är en skalbaggsart som beskrevs av Johann Christoph Friedrich Klug 1843. Bolboceras lucidulum ingår i släktet Bolboceras och familjen Bolboceratidae. Inga underarter finns listade.